# Lee Hwa-kyum
Lee Hwa-kyum (en hangul, 이화겸; Suwon, Gyeonggi, 23 de enero de 1995) es una cantante y actriz surcoreana. Su nombre de nacimiento es Lee Yoo-young, y fue conocida en su primera época como Yooyoung, pero más tarde adoptó el nombre artístico de Lee Hwa-kyum. Fue miembro del grupo femenino surcoreano Hello Venus.

## Carrera
El 9 de mayo de 2012, debutó como miembro de Hello Venus. Su primera actividad fue con el grupo promocionando su miniálbum Venus en M Countdown el 10 de mayo de 2012. Desde su debut han lanzado cinco EPs.

## Filmografía

### Series de televisión
| Año     | Título                         | Papel                     | Notas                               | Ref.        |
| ------- | ------------------------------ | ------------------------- | ----------------------------------- | ----------- |
| 2012    | Take Care of Us, Captain       | Cameo                     | junto a Kwon Na-ra                  |             |
| 2013    | Wonderful Mama                 | Jang Go-eun               | Papel secundario                    |             |
| 2013    | After School: Luck or Not      | Cameo                     | junto a las miembros de Hello Venus |             |
| 2014    | Cunning Single Lady            | Pi Song-hee               | Papel secundario                    |             |
| 2014    | Mother's Garden                | Na Hye-rin                | Papel secundario                    |             |
| 2015    | Who Are You: School 2015       | Jo Hae-na                 | Papel secundario                    |             |
| 2017    | Circle                         | Secretaria Shin           | Papel secundario                    |             |
| 2019    | When the Devil Calls Your Name | Joo Ra-in                 | Papel secundario                    |             |
| 2021    | One the Woman                  | Kang Mi-na / Kim Eun-jung | Invitada                            |             |
| 2022    | Bajo el paraguas de la reina   | Consorte real Sug-won Ok  |                                     | [ 3 ]       |
| 2024    | Face Me                        | Jeong Hee-young           |                                     |             |
| 2024-25 | Who Is She                     | Lim Lina                  |                                     | [ 4 ] [ 5 ] |
| 2025    | Salon de Holmes                | Yoon-joo                  |                                     | [ 6 ]       |

### Programas de TV
| Año  | Título                 | Notas          |
| ---- | ---------------------- | -------------- |
| 2012 | Tooniverse's Superhero | copresentadora |

### Reality Show
| Año  | Título         | Notas          |
| ---- | -------------- | -------------- |
| 2012 | Birth of Venus |                |
| 2013 | SBS MTV Diary  | junto a NU'EST |